# Николаевская (Ростовская область)
Николаевская — станица в Константиновском районе Ростовской области, в России.
Административный центр Николаевского сельского поселения.
Население — 3218 (2010)

## География
Расположена станица на правом берегу реки Дон, в двухстах километрах восточнее города Ростов-на-Дону.

## История
Станица образована в 1836 году из Нижне- и Верхне-Михалевского городков.
Михалёв городок, а затем Нижне- и Верхне-Михалевские казачьи городки возникли на реке Дон рядом с тем местом, где сейчас находится станица Николаевская в конце XVII века. Первое упоминание о Михалеве городке относилось к 1672 году. В 1696 году были известны уже Нижне- и Верхне-Михалевские городки.
В 1748 году в станице Нижне-Михалевской начала действовать Архангельская церковь. Сооружена она была как и многие казачьи храмы и часовни из дерева. Прослужив до 1781 года она сгорела от пожара. В 1783 году усилиями станичников, прихожан Архангельской церкви, вместо сгоревшей была построена новая — однопрестольная деревянная с колокольней.
По данным 1775 года в станице Верхне-Михалевской уже действовала Николаевская однопрестольная деревянная церковь с колокольней. Ежегодно с разливом Дона обе станицы подтапливались. Особенно страдал Нижне-Михалев городок. В связи с этим в начале 1836 года казаки ст. Нижне-Михалевской 1-го Донского округа обратились в Войсковое правление с просьбой о переселении станицы на новое место. 27 июня 1836 года Войсковое правление вынесло решение об удовлетворении просьбы казаков о переселении станицы Нижне-Михалевской выше по реке Дон к станице Верхне-Михалевской. По решению Правления станицы должны были объединиться в одну под названием Николаевская. Такое название новая станица получала от Никольской церкви, находившейся в станице Верхне-Михалевской. В 1842 году по распоряжению Епархиального начальства в связи с переездом станицы, прихожане, ризница и утварь Архангельской церкви станицы Нижне-Михалевской были приписаны к Никольской церкви станицы Верхне-Михалевской. Архангельскую церковь разобрали и использовали в строительстве нового более просторного Никольского храма уже на территории станицы Николаевской. В период советской власти храм был разрушен.
Ранее была райцентром, затем уступила этот статус Константиновску.

## Экономика
- ОАО «Николаевский рыбхоз» (Рыбная продукция, морепродукты)
- ОАО «Николаевское хлебоприемное» (производство растениеводческой продукции, оказание услуг по перевалке зерновых и масличных культур)

В станице расположен Николаевский гидроузел.

## Население
Население — 3 619 человек (1 718 мужчин — 47,5 % / 1 901 женщин — 52,5 %), данные переписи 2002 года.
| Численность населения, чел. | Численность населения, чел. | Численность населения, чел. | Численность населения, чел. | Численность населения, чел. | Численность населения, чел. |
| 1959                        | 1970                        | 1979                        | 1989                        | 2002                        | 2010                        |
| --------------------------- | --------------------------- | --------------------------- | --------------------------- | --------------------------- | --------------------------- |
| −                           | −                           | −                           | −                           | 3 619                       | 3 218                       |

### Известные люди
В станице родились Герой Советского Союза — Свиридов, Александр Андреевич и Герой Социалистического Труда — Борзик, Вера Михайловна.

## Образование
Две школы (средняя и специальная для детей с задержкой в развитии).

## Достопримечательности

### Мемориальный комплекс
В станице воинское захоронение (мемориальный комплекс). Мемориальный комплекс состоит из панорамы военных событий, расположенной на постаменте, который облицован серым и розовым туфом. Перед панорамой, в центре, установлен бюст солдату. Постамент, на котором установлен бюст, облицован мраморной плиткой. В центре мемориал — комплекса расположен «вечный огонь». С правой и с левой стороны от мемориального комплекса установлены по три мемориальные доски. На первой плите высечена надпись: «Никто не забыт, ничто не забыто». На второй, третьей, четвёртой и пятой плитах высечены фамилии погибших. На шестой плите надпись: «1941−1945 гг.». Братская могила выложена тротуарной плиткой. Вокруг братской могилы зеленые насаждения. В братской могиле покоится прах 424 воинов. Мемориальный комплекс был построен в 1990 году.

### Храм
Возрождение церковно-приходской жизни в станице началось в конце XX века. В 1996 году приходу было передано здание бывшего сельского совета, которое находилось в аварийном состоянии: отсутствовали двери, оконные блоки, демонтированы система отопления и водоснабжения, здание требовало капитального ремонта. Благодаря проведенным строительно-ремонтным работам здание было отремонтировано. Силами станичников была восстановлена почти вся утварь, прихожане шили своими силами облачения. К 2004 году, усилиями прихожан в станице Никольской поднялся не деревянный, как было ранее, а каменный храм, также именуемый Никольским.